# قضاء الهندية
قضاء الهندية هي إحدى أقضية محافظة كربلاء في العراق. وأكبر مدنها هي الهندية شرقي كربلاء. يُسيطر سدة الهندية في شمال القضاء على الفيضانات، ويُحوّل المياه من نهر الفرات إلى قنوات الري على جانبي النهر. كانت المنطقة مسرحًا للاشتباكات مع القوات التركية والبريطانية، ومؤخراً مع القوات الأمريكية في عام 2003. يبلغ عدد السكان حوالي 230،000 معظمهم من الشيعة، بما في ذلك أعداد كبيرة من اللاجئين. توصف بنيتها التحتية بالضعيفة.

## جغرافيا
تقع في أقصى شرق محافظة كربلاء وتحدها من الشرق محافظة بابل.  تقع في جنوب بغداد وغرب مدينة بابل القديمة. يتدفق نهر الفرات عبر المنطقة من الشمال إلى الجنوب. والمدينة الرئيسية هي الهندية التي تقع على طريق كربلاء غربا والحلة شرقا.  تقع المنطقة على ارتفاع حوالي 30 متر (98 قدم) فوق مستوى سطح البحر. أعطت ملاحظات هطول الأمطار في الهندية في عشرينيات وثلاثينيات القرن الماضي متوسط هطول الأمطار السنوي 160 مليمتر (6.3 بوصة)، ولكن كانت هناك اختلافات واسعة من 568 مليمتر (22.4 بوصة) كحد أقصى و568 مليمتر (22.4 بوصة) بحد أدنى 37 مليمتر (1.5 بوصة). 

## التاريخ
كان قضاء الهندية في العهد العثماني مصدرًا غنيًا للحبوب، ويُغطي مساحة أكبر من نهر الفرات السفلي. غالبًا ما كان الفلاحون يدفعون الضرائب عينيًا، على شكل شعير وقمح وذرة. في عام 1848 أثار محمد نجيب باشا تمردًا استمر عامين من خلال المطالبة بفرض ضرائب مفرطة. وفقدت الحكومة سيطرتها على الريف وحصرت قواتها في بلدات كربلاء والنجف والحلة. 
كتب السير أوستن هنري لايارد عن رحلة استكشافية عام 1849 لاستكشاف أنقاض نينوى وبابل، وأفاد بأن القناة الكبيرة المسماة بالهندية أدت الآن ما يقرب من نصف مياه نهر الفرات إلى مستنقعات ضخمة غرب بابل. دفع العرب جواميسهم إلى الأراضي الرطبة لتجنب انتباه الأتراك. كان باشا يحاول سد فم القناة وتجفيف الأهوار. 
في الفترة من عام 1900 إلى عام 1908، تحولت معظم مياه نهر الفرات من قناة الحلة إلى الهندية، مما تسبب في جفاف القنوات في منطقة الحلة وتسبب في فيضانات شديدة في منطقة الهندية. أُجبر الفلاحون على التحرك على نطاق واسع، مما أدى إلى احتكاكات وصراعات. كان هذا جزئيًا الدافع وراء سدة الهندية الذي اقترحه السير ويليام ويلكوكس للسيطرة على نظام المياه، والذي اكتمل في عام 1913.  بعد الحرب العالمية الأولى، استولى البريطانيون على العراق من تركيا. عام 1920 اندلعت ثورة العشرين ضد الاحتلال البريطاني. بحلول يوليو 1920 انخرط المتمردون مع البريطانيين في الهندية والكوفة والرستمية. تم إرسال القوات من الحلة إلى الهندية، مما أدى إلى صعود قبائل بني حسن في مديرية الحلة والاستيلاء على بلدة الكفل. 

## التركيبة السكانية

محافظة كربلاء شرق الهندية

سنة 2007، قُدّرت ساكنة محافظة كربلاء ككل بـ 887.859 نسمة، مع أعداد متساوية من الرجال والنساء. تضم قضاء الهندية حوالي 26% من سكان المحافظة، أو حوالي 230 ألف نسمة. اعتبارًا من عام 2014، كان السكان شيعة بشكل أساسي، بما في ذلك العديد من اللاجئين من العنف في بغداد وديالى.  حوالي 8.3% من السكان نازحين داخليًا بعد عام 2006. 20% من عائلات قضاء الهندية ترأسها نساء. كانت مستويات التعليم، وخاصة بين النساء، منخفضة. 23% من السكان فوق سن العاشرة أُميون. 8.1% يعانون من مرض مزمن، و3.1% من الرُّضّع الذين تتراوح أعمارهم بين 0-5 سنوات يعانون من الإسهال. 

## البنية التحتية
تقع سدة الهندية على نهر الفرات في شمال القضاء، بناها مهندسون بريطانيون لصالح السلطات التركية قبل الحرب العالمية الأولى (1914-1918).  قللت من الفيضانات وتحولت المياه إلى القنوات لدعم الري على مدار العام.  ووجه السد كمية كبيرة من المياه إلى شرق النهر عبر قناة الحلة، كما حول المياه إلى قناة الجرجية إلى الشرق من النهر وقناتي بني حسن والحسينية إلى الغرب. سنة 1937، تم تحويل حوالي 31.5% من مياه نهر الفرات إلى هذه القنوات بواسطة السدة، بينما استمر الباقي في أسفل قناة الهندية للنهر.  يتدفق نهر الحلة جنوبا عبر بلدتي الهندية والكفل، ثم تتفرع إلى قنوات أصغر تستخدم مياهها في الري. 
قامت شركة البناء الحكومية الصينية بتنفيذ مشروع بين أكتوبر 1984 وأبريل 1989 لاستبدال الحاجز وبناء قفل ملاحة وممر للأسماك وجسور ومحطة طاقة. كان أحد أكبر مشاريع البناء الأجنبية للصين حتى ذلك الوقت، بتكلفة 240 مليون دولار أمريكي.  في سبتمبر 2010 أُعلن أنه تم تخصيص حوالي 17.8 مليون دولار أمريكي لمشاريع التنمية في المنطقة في عام 2011. وشمل ذلك بناء الطرق والمدارس ومبنى البلدية وشبكات الكهرباء والهاتف ومحطات ضخ الصرف الصحي وشبكة المياه في عدة قرى.  83.1% من الأسر أصبح لديها مرحاض بحلول عام 2014، لكن 54% من الأسر في المنطقة لديها وصول غير منتظم لمياه الشرب.